# جهنده‌ماهی‌های شنی
جهنده‌ماهی‌های شنی (نام علمی: Ammocrypta) نام یک سرده از تیره سوف‌ماهیان است.